# 长棘溞科
长棘溞科（学名：Cercopagidae）为鳃足纲的一个科。此科的模式属为长棘溞属(Cercopagis)。

## 下级分类
本科包括以下属：
- 尾突蚤属 Bythotrephes Cederstromii Schodler, 1877 或 Bythotrephes Leydig, 1860
- 长棘溞属 Cercopagis G.O.Sars, 1897